# Argus As 014
L'Argus As 014 (Anomentat pel Reichsluftfahrtministerium com a Argus As 109-014) era un motor pulsoreactor aeronàutic fabricat per Argus Motoren per ser utilitzat a la Bomba volant V-1 durant la Segona Guerra Mundial i el primer model de motor de reacció fabricat de manera massiva.
La fabricació del As 014 també estava prevista al Japó, sota llicència, en les darreres etapes de la Segona Guerra Mundial, com a Maru Ka10.
Després de la guerra va ser copiat pels Estats Units d'Amèrica que van construir el Ford PJ31 que impulsava el míssil Republic-Ford JB-2 i la bomba experimental guiada per televisió JB-4, desenvolupada per l'USAAF.

## Desenvolupament
El 1928, l'enginyer Paul Schmidt va començar a treballar en el disseny d'un pulsoreactor. El 1931, va patentar-ne un model i va rebre el suport del 
Reichsluftfahrtministerium per continuar-ne el desenvolupament el 1933. El 1934, amb l'enginyer aeronàutic Georg Madelung, van proposar una bomba volant motoritzada amb el seu motor al RLM i van rebre un contracte d'investigació. El 1938 va fer un vol de demostració però el RLM va decidir no tirar endavant el projecte per la seva manca d'abast i precisió i per l'elevat preu de construcció. El mateix any, però, Argus Motoren havia començar a treballar en un disseny semblant. A petició del RML, Schmidt va col·laborar amb Argus Motoren entre el 1940 i el 1941.
En el primer model del motor produït per Argus, provat per primera vegada el 13 de novembre de 1939, l'aire que entrava al motor per la part posterior, era accelerat per un dispositiu anomenat boca de Borda que també preveia la compressió i la recirculació de la barreja d'aire i combustible a la cambra de combustió per ser expulsat pel tub d'escapament, que consistia en una tovera coaxial a l'entrada d'aire. Aquesta configuració es va descartar aviat a causa de la combustió irregular.
El segon model implicava l'entrada davantera de l'aire a pressió en una cambra de combustió esfèrica on es desviava donant lloc a un vòrtex anular. A partir del tercer model, es va eliminar la boca de Borda i el consegüent vòrtex anular mitjançant l'aplicació d'una vàlvula d'entrada desenvolupada per Paul Schmidt. El combustible era injectat en una cambra de mescla anterior i aquesta passava a la cambra de combustió. Els tres models requerien d'una bugia per a l'explosió.
El primer motor es va provar en vol el 28 d'abril de 1941, instal·lat en un biplà Gotha Go 145 especialment modificat. L'estiu de 1942 es van instal·lar un parell de motors en un planador de transport DFS 230-A1 que després d'haver estat remolcat a gran altura i desenganxat, els va encendre i es va convertir en el primer avió del món a volar propulsat per pulsoreactor (encara que el els motors van causar diversos danys a l'estructura del planador) També es van fer proves en un Messerschmitt Bf 110per intentar augmentar la seva velocitat màxima, però els experiments sobre avions es van deixar de banda per concentrar els esforços sobre les bombes volants V1. Els treballs de desenvolupament van continuar a Argus fins que va construir un mètode innovador d'injectar combustible atomitzat a la cambra de combustió a que es va traduir en una seqüència estable de combustió del disseny definitiu de l'Argus As 014 el desembre de 1942.

## Disseny i funcionament

Esquema de funcionament d'un pulsoreactor.

En la seva versió definitiva el motor consistia en una xapa de metall doblegada per formar un tub. A la part davantera hi havia un conjunt de vàlvules de làmines controlades per ressort, el sistema d'injecció de combustible i una bugia d'automoció situats a 75 cm de les vàlvules que rebia l'electricitat des d'una font externa. Per posar en marxa el motor es connectaven a una font d'aire comprimit extern tres entrades d'aire a la part davantera de l'injector i es col·locava una tapa a la sortida de la tovera per saturar la cambra de combustió amb acetilè. Es connectava una font d'alimentació elèctrica externa a la bugia. Simultàniament amb l'encesa de la bugia, la font d'aire comprimit portàtil subministrava l'oxigen necessari per a la combustió el temps necessari per estabilitzar la temperatura de funcionament. En aquell moment es retirava l'energia elèctrica i pneumàtica exteriors i la combustió continuava de manera autosuficient amb l'injecció de gasolina.
Cada cicle (o pulsació) del motor arrencava amb les vàlvules obertes. El combustible injectat s'encenia i la conseqüent expansió dels gasos de combustió tornava a tancar les vàlvules, però la posterior baixada de pressió a la cambra de combustió a causa de l'expulsió dels gasos per la tovera tornava a obrir les vàlvules, entrant de nou aire i s'injectava combustible. El cicle es repetia així amb una freqüència d'unes 45-55 vegades per segon.
El sistema d'encesa elèctric només s'utilitzava per arrencar; en règim constant del motor, el disseny ressonant de la tovera assegurava la ignició de la barreja. El dipòsit de combustible (normalment gasolina) es pressuritzava amb l'aire comprimit que també utilitzava el giroscopi del sistema de pilot automàtic. El sistema de control del combustible subministrava contínuament combustible als injectors a una pressió variable, depenent de la condició de vol.

## Dades tècniques[3]
Llarg: 3,485 m
Diàmetre de la tovera: 400 mm
Pes: 138 kg
Empenyiment aerodinàmic:
- 350 kp (estàtic a nivell del mar)
- 330 kp (a 400 km/h a nivell del mar)
- 240 kp (a 645 km/h a 3.000 m)

Temperatura
- a l'inici de la tovera: 650º C
- al final de la tovera: 580º C

Rati fuel/aire: 1:15